# Comédie d'intrigue
La comédie d'intrigue est un genre théâtral qui a pour but d'intéresser et d'amuser par l'abondance et la diversité des actions et rebondissements. La comédie d'intrigue est composée de 3 actes, enchaînant les péripéties. Les personnages sont le plus souvent stéréotypés. Le comique de situation domine.
Dans ses Observations sur la comédie et sur le génie de Molière, Luigi Riccoboni oppose la comédie de caractère, telle que pratiquée par Molière, à la comédie d'intrigue. Dans cette dernière, qui est le modèle classique recommandé par Aristote dans sa Poétique, l'action vient en premier et révèle la valeur des personnages.
Au XVIIIe siècle, la comédie d'intrigue acquiert une portée satirique dans l'esprit contestataire des Lumières et propose une critique sociale et politique.
C'est parfois par le thème d'une intrigue amoureuse contrariée que les personnages se dotent d'une épaisseur psychologique.
Exemples :
- Le Barbier de Séville et Le Mariage de Figaro de Beaumarchais.